# Bąd
Bąd, Bądz, będ, będz – od prasłowiańskiego *bǫdi, imp. *bǫdǫ, futurum byti, bądź, będę, być, stpol. Będzi i Bądz- formy rozkaźnika 2. osoby. Imię (znane z derywatów sufiksalnych)/nazwa osobowa (dająca początek nazwom dzierżawczym takim jak Będów, Będowo – nieistniejąca, ok. 11 km na północ od Buku) lub temat słowiańskich/staropolskich imion jednoczłonowych Bąd-al//Będ-al, Bąd-ek//Będ-ek, Bąd-k//Będ-k, Bąd-ko//Będ-ko, Bąd-osz//Będ-osz, Bąd-usz//Będ-usz, Bądz-ø, Bądz-ek, Bądz-iej//Będz-iej, Bądz-ko, Bądz-ik//Będz-ik, Bądz-isz//Będz-isz, Będ-ost, Bą-sz//Bę-sz oraz imion złożonych:
- w pierwszym członie: Będziemir, Bądzsław, Bąsław, Będzieciech (Będziech, Będziesz[2]), Będziemir, Będziemirz, Wędziemir, Będomir

- w drugim członie: Nasiębąd, Nasiębud, Nieprzebąd, Nieprzebud, Niesiebąd, Niesiebud, Przebąd, Wszebąd, Zbąd, Zdziebąd, Zdziebud (gdzie -bud może też pochodzić od *buditi - causativum, *bydati - interativum: bъděti, budzić, jak w imieniu Bydgost, zobacz: Bydgoszcz), Chociebąd, Dobrobąd, Małobąd.